# Neoleucopis kartliana
Neoleucopis kartliana är en tvåvingeart som beskrevs av Tanasijtshuk 1986. Neoleucopis kartliana ingår i släktet Neoleucopis och familjen markflugor. Inga underarter finns listade i Catalogue of Life.